# Tijl Uilenspiegel

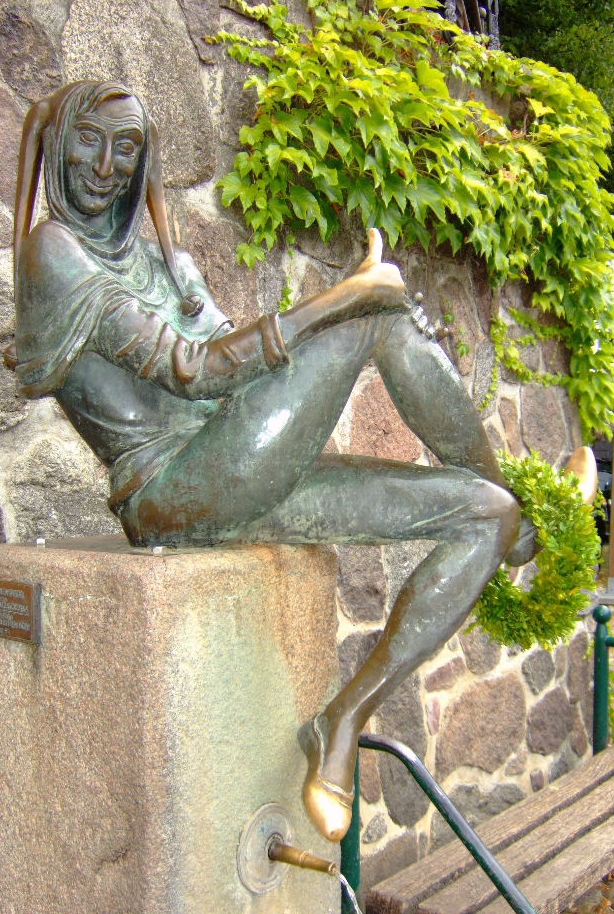
Uilenspiegel-standbeeld in Mölln. Gezegd wordt dat het tegelijkertijd aanraken van de schoenpunten en de duim geluk brengt, en het resultaat is aan het standbeeld te zien.

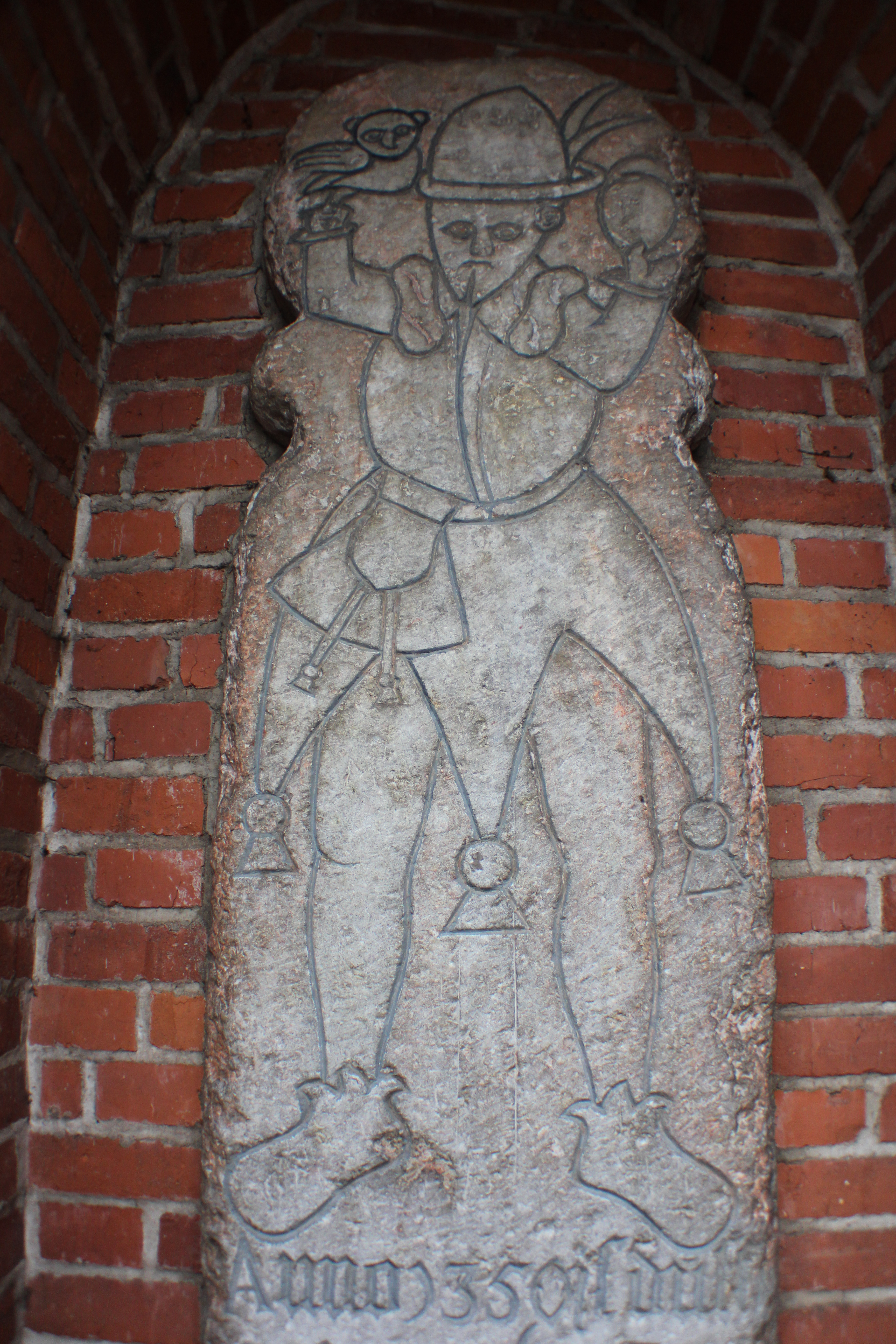
Tijil Uilenspiegel (Mölln)

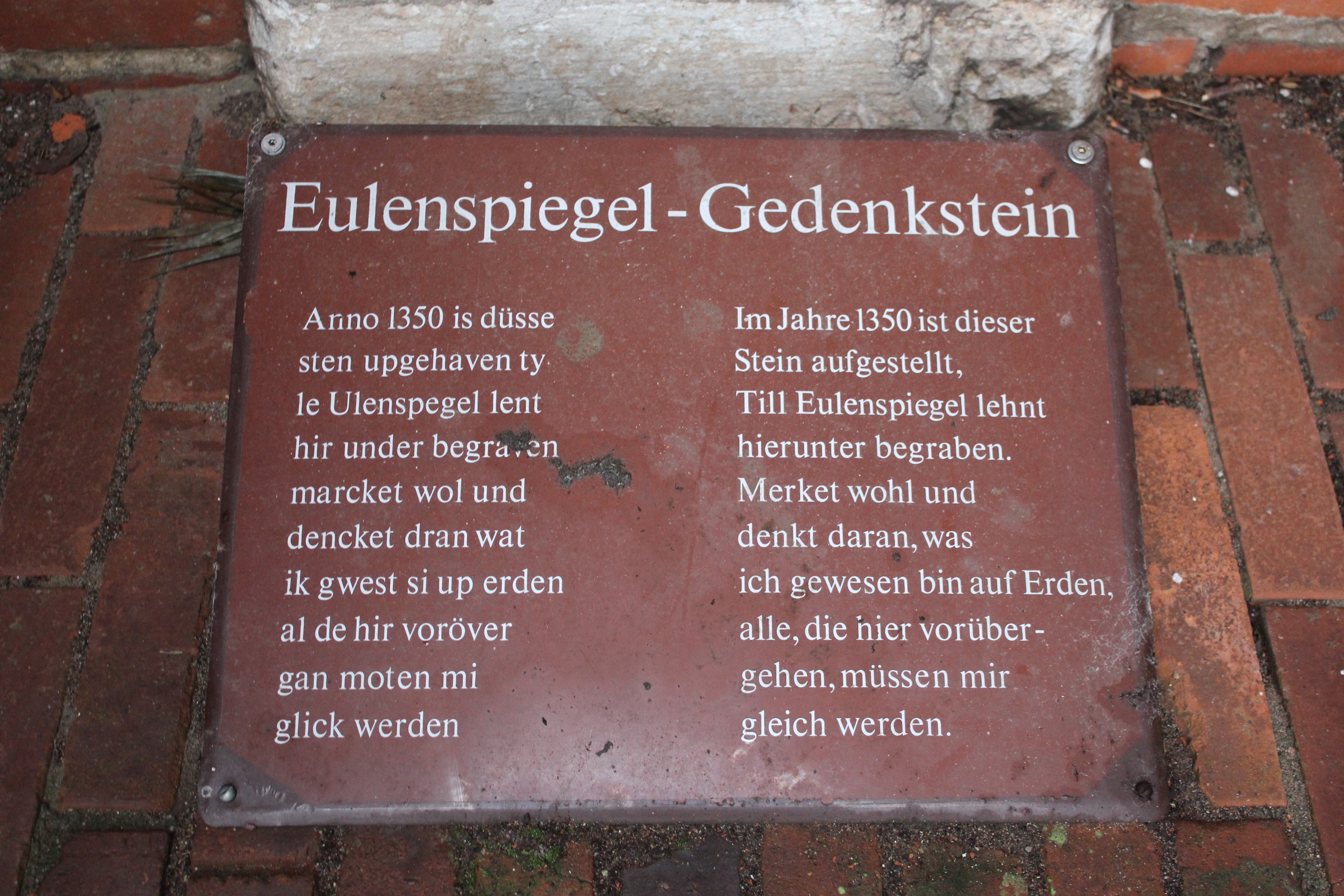
De vermeende rustplaats van Uilenspiegel in het Duitse Mölln. De 14de-eeuwse Duitse Uilenspiegel zou een voorvader zijn van de 16de-eeuwse Vlaamse Uilenspiegel.

Tijl Uilenspiegel (Duits: Till Eulenspiegel) is een personage uit onder meer de Duits-Nederlandse folklore. Volgens de Duitse sage van rond 1500 was Uilenspiegel een schelm die vrij als een vogel in de veertiende eeuw door Duitsland trok en iedereen voor de gek hield met zijn streken. De Belgische schrijver Charles De Coster herschiep Tijl Uilenspiegel in 1867 in de roman La légende et les aventures héroiques, joyeuses et glorieuses d'Ulenspiegel et de Lamme Goedzak au pays de Flandres et ailleurs (De Legende van Uilenspiegel). In dat verhaal is hij een zestiende-eeuwse Vlaamse vrijheidsstrijder, mogelijk een nazaat van de vorige Uilenspiegel, die aan de zijde van de geuzen tegen de Spaanse overheersing vecht.

## Geschiedenis

### Herman Bote
De eerste verhalen over Tijl Uilenspiegel verschenen rond 1500 in Duitsland. Herman Bote, stadsklerk van Brunswijk, schreef een aantal grappige anekdotes over een personage genaamd "Dyl Ulenspeghel". De sage wil dat hij in Duitsland geboren werd in Kneitlingen en stierf in 1350 in Mölln. Zijn naam verklaart zijn talent om mensen voor de gek te houden. De uil was toen een symbool van domheid. De spiegel fungeert als ding waarin mensen zich zien zoals ze zijn: "zo dom als een uil". De humor van deze middeleeuwse Uilenspiegel is platvloers, op het vulgaire af. Het boek vormde de basis voor vele volksverhalen uit de zestiende eeuw over hetzelfde personage. In de Nederlanden werd tussen 1525 en 1547 in Antwerpen door Michiel Hillen van Hoogstraten het eerste boek over Tijl Uilenspiegel gedrukt. De volledige titel luidde: Ulenspieghel, Van Ulenspieghels leven ende schimpelijcke wercken, en de wonderlijcke avontueren die hij hadde want hij en liet hem geen boeverie verdrieten.

### Charles De Coster
De in het Nederlandse taalgebied bekendste versie van het verhaal is die van de Franstalige Belgische auteur Charles De Coster: La Légende et les Aventures héroïques, joyeuses et glorieuses d'Ulenspiegel et de Lamme Goedzak au pays de Flandres et ailleurs (1867). De Coster laat Uilenspiegel geboren worden in 1527 in het Vlaamse Damme. Joseph Delepierre (1802-1879), een Brugse auteur en historicus, lag aan de basis van De Costers verhalen. Volgens Delepierre werd Tijl geboren in Knesselare. Op een prent van Peter Tröschel (ca. 1650) wordt Damme ook al genoemd als de plaats waar Tijl Uilenspiegel begraven zou liggen. De Coster verklaart de naam als: "Ik ben ulieden spiegel," Ulen-spiegel, jullie spiegel. 
De Tijl Uilenspiegel van De Coster is meer dan een grappige schelm en vagebond. Hij is een Vlaamse vrijheidsstrijder die aan de zijde van de geuzen tegen de Spaanse overheersing vecht. Daarbij wordt hij bijgestaan door zijn goedmoedige dikke vriend Lamme Goedzak en zijn vriendin en zoogzuster Nele. Deze negentiende-eeuwse roman heeft een politieke en maatschappijkritische dimensie die de oudere verhalen van Herman Bote niet hebben.

## De Tijl Uilenspiegel van Charles De Coster

### Vlaamse beweging
Charles De Coster werd in 1827 in München geboren als kind van een Vlaamse vader en een Waalse moeder. Hij schreef in het Frans, maar koesterde een grote sympathie voor de Germaanse cultuur en volkstaal van Vlaanderen. Het idee voor zijn roman ontstond tijdens zijn studies aan de Université libre de Bruxelles (ULB), waar zijn vriend Félicien Rops in 1856 een satirisch tijdschrift had opgericht: Uylenspiegel. Journal des débats littéraires et politiques.
Charles De Coster maakte van Tijl Uilenspiegel een Nederlandse vrijheidsstrijder uit Vlaanderen, die aan de zijde van de geuzen tegen de Spaanse overheersing vecht. Uilenspiegel was vergelijkbaar met Ivanhoe en Willem Tell. De vermakelijke dialogen tussen de personages Tijl en Lamme Goedzak doen denken aan dat andere meester-en-knecht-duo Don Quichot en Sancho Panza.
De in die jaren bloeiende Vlaamse Beweging sloot deze strijdbare Uilenspiegel in haar hart. Zo werd De Costers roman een Franstalige hulde aan Vlaanderen. Ongewoon was dat niet: Franstalig België vond in het Vlaamse hét element om zich van Frankrijk te onderscheiden.

### Liberalisme
Uilenspiegel heeft een vrijzinnige, vrijgevochten levensvisie, net zoals zijn schepper, met een drang naar waarheid en eerlijkheid. En net zoals de schrijver zelf werd Tijl een sociaal bewogen figuur, bezeten door een drang naar zelfbeschikking in een brede humanistische instelling.

### Antiklerikaal
Het boek speelt zich af tijdens de hoogdagen van de Contrareformatie. De antiklerikale elementen komen al in het begin van het boek aan bod als de pasgeboren Uilenspiegel maar liefst zes keer gedoopt wordt op één dag. De volwassen Uilenspiegel uit scherpe kritiek op de godsdienstoorlogen en de kettervervolgingen die het land teisteren. Zijn vader komt om op de brandstapel, verdacht van lutherse sympathieën, de min Kathelijne verliest haar verstand na de vreselijke folteringen die zij, beschuldigd van hekserij, moet doormaken. Uilenspiegel observeert en klaagt het onrecht en de misbruiken van de inquisitie aan. Hij gedraagt zich als een vrijbuiter die letterlijk god noch gebod kent. Zo verhuurt hij zich bij de pastoor en steelt zijn paard. Hij verkoopt paardenmest aan joden, hen wijsmakend dat het om profetische korrels gaat waarmee ze de wederkomst van de messias kunnen voorspellen. Gestraft en veroordeeld tot het maken van een bedevaart naar Rome neemt Tijl ook de paus zelf in het ootje.

## Volksverhalen
Tijl Uilenspiegel komt als trickster in diverse internationaal circulerende volksverhalen voor. In het wetenschappelijke verhaalonderzoek vallen deze verhalen onder de categorie humoristische of grappige vertellingen, waarmee langere of kortere verhalen worden aangeduid die de bedoeling hebben om de toehoorder aan het lachen te maken. Allerlei grappen en grollen worden in de vorm van een biografie toegeschreven aan het personage Uilenspiegel. Deze staat dan ook wel bekend als een anekdotenbiografie of Schwankbiographie. Uilenspiegel is de hoofdfiguur in een grote verzameling anekdoten van verschillende herkomst. De anekdoten stellen met slimmigheden en woordgrappen de onnozelheid aan de kaak van degenen die Uilenspiegels pad kruisen, waarbij plaatsnamen en dateringen de waarheid van de volksverhaaltjes moeten onderstrepen.
In het wetenschappelijke volksverhaalonderzoek staan de verhalen bekend onder het typenummer Eulenspiegel's Tricks.
De verhalen die zich onder meer aan Tijl Uilenspiegel hechten, zijn in latere eeuwen ook verteld door en over andere (Nederlandse) figuren uit de folklore, zoals Bartje Poep.

### Hoe Uilenspiegel de ridders versloeg
Uilenspiegel woonde in Hasselt bij een arme boer die de ridders moest bevoorraden. De boer kreeg hier nauwelijks iets voor terug en de ridders plunderden heel Hasselt. Uilenspiegel ging naar de ridders toe en vertelde hen over een magische wensput. De ridders hadden hier wel oor naar en besloten de dag erop naar de put te gaan. Uilenspiegel klom in de put. Eenmaal aangekomen bij de put stapte de koenste ridder van diens paard en liep af op de put. De put riep tot de ridder zijn wens te uiten en de ridder wenste honderd maagden in hun kamp. Toen de ridders terugkwamen in hun kamp stonden honderd vrouwen daar. De ridders besloten een groot feestmaal met veel drank en spijs te houden en aten en dronken tot ze niet meer konden. Toen de ridders sliepen bracht Uilenspiegel de paarden naar de boeren, de tenten en kleren naar de zwervers en de harnassen, zwaarden en schilden naar de smeden. Toen de ridders wakker werden kwamen ze erachter dat ze alles verloren hadden en vol schaamte naakt terug moesten naar de koning. Aangekomen bij de koning stond Tijl op hen te wachten en rende hen achterna.

### Hoe Uilenspiegel zich als smid verhuurde

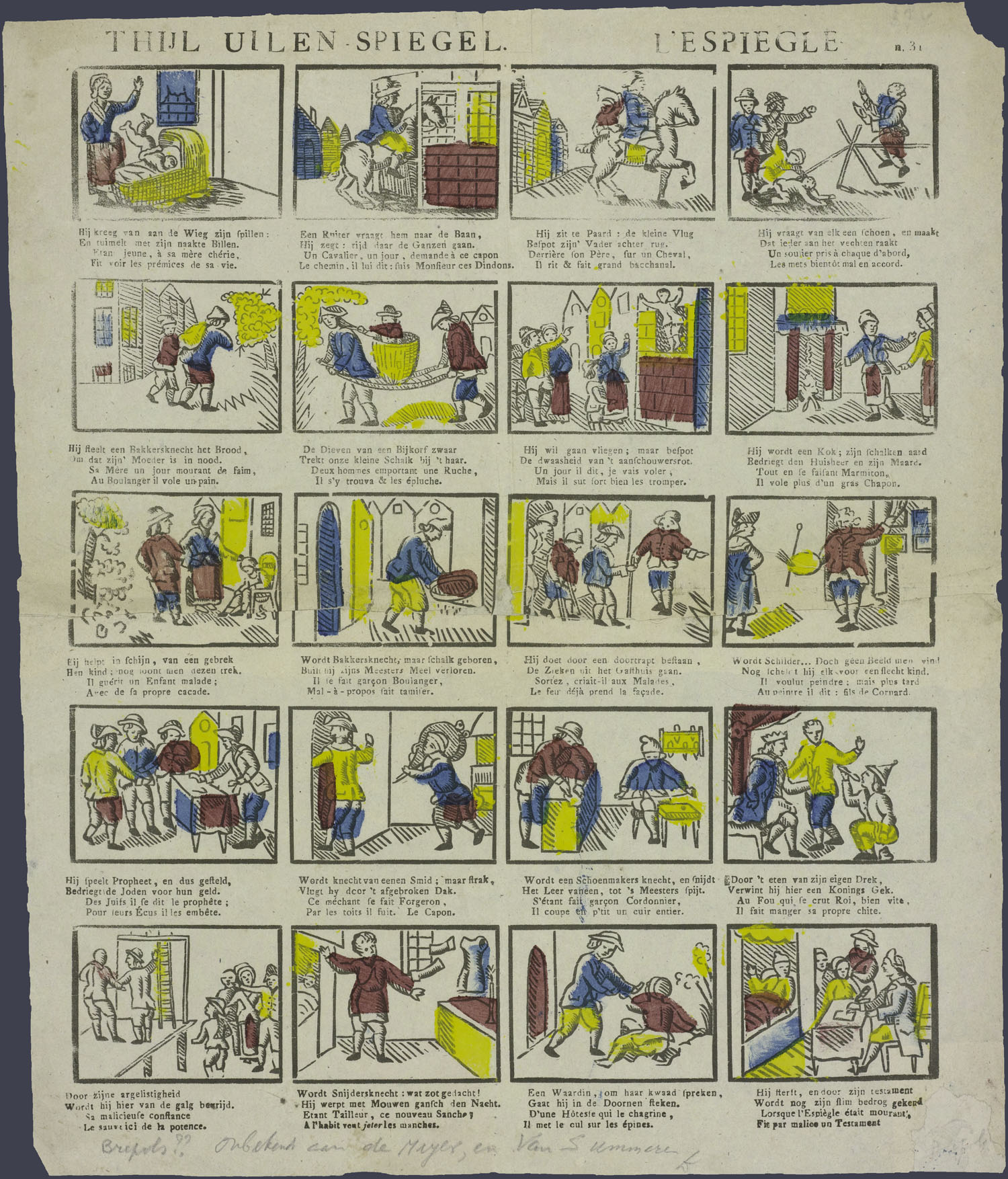
Belevenissen van Tijl Uilenspiegel op een centsprent (ca. 1820): hij steelt brood, laat zich in een bijenkorf vervoeren, wordt kok en bakkersknecht, schilder, profeet, knecht van een smid, van een schoenmaker en een kleermaker.

Uilenspiegel woonde bij een smid in Rostock, die tegen knechten die niet genoeg aanbliezen zei: hier met die blaasbalg. Toen dit tegen Uilenspiegel werd gezegd, liep hij de smid achterna naar de binnenplaats. Uilenspiegel biedt aan ook de andere blaasbalgen te halen, maar de smid draagt hem op de blaasbalg terug te zetten. Voor straf wekt de smid zijn knechten zeven dagen lang elke nacht om middernacht. Hij gaat zelf weer slapen en Uilenspiegel vraagt waarom ze wakker gemaakt worden. De smid legt uit dat knechten maar de halve nacht op bed mogen liggen en Uilenspiegel komt de volgende nacht met het bed aan zijn rug gebonden. Uilenspiegel legt uit dat het zijn gewoonte is dat het bed een halve nacht op hem ligt. De baas draagt op het bed terug op zijn plaats te zetten en Uilenspiegel moet daarboven uit het huis komen. Uilenspiegel zet het bed op zijn plaats, pakt een ladder en breekt het dak af. Als de smid op zolder gaat kijken, ziet hij wat er is gebeurd. Hij wil Uilenspiegel met een zwaard achternagaan, maar de knechten leggen uit dat Uilenspiegel alleen maar heeft gedaan wat de smid heeft opgedragen.

### Hoe Uilenspiegel de koning nadeed
Uilenspiegel was op bezoek bij een dikke koning die alleen de beste spijzen at. Tijl stelde voor dat hij bij de koning mocht verblijven als hofnar. De koning nam hem aan omdat hij van lachen hield. Uilenspiegel trad elke avond op ter vermaak van de koning. Toen de koning een avond weg was had Uilenspiegel zoveel gegeten dat hij even dik was als de koning. De volgende avond trad hij op en deed hij de koning na. Toen lachte het hele volk de koning uit en verliet de koning het land uit schaamte. Uilenspiegel deelde toen alle spijzen van de koning uit aan het volk.

### Hoe Uilenspiegel bij Bamberg voor geld at
Uilenspiegel gaat van Neurenberg naar Bamberg en komt bij een herberg. De waardin vraagt of hij iets wil eten en Uilenspiegel zegt arm te zijn en verlangt gratis eten. De waardin zegt dat ze bij de slager en de bakker niks voor niets krijgt en legt uit dat je voor vierentwintig penning aan de grote tafel eet. Eten aan de kleine tafels kost achttien penning en wie eet met haar gezin, betaalt twaalf penning. Uilenspiegel gaat aan de grote tafel zitten en eet zich vol. Als hij wil vertrekken, vraagt hij vierentwintig penning van de waardin. Hij zegt dat hij dood was gegaan als hij nog meer had gegeten en de waardin geeft toe dat hij voor vier man gegeten heeft. Ze stuurt Uilenspiegel weg zonder dat hij moet betalen. Een gratis maaltijd is nog te doen, maar geld toe geven wil ze niet.

### Tijl Uilenspiegel en de gierige pastoor
Tijl Uilenspiegel kwam in de stad Antwerpen waar een pastoor leefde die zo gierig was dat hij zijn voedsel met niemand wilde delen, zelfs niet met zijn parochianen die er tamelijk mager uitzagen. In plaats daarvan preekt de pastoor dat ze beter mager en hongerig kunnen zijn, dan gulzig en inhalig. Tijl hoorde direct al wat de pastoor riep, maar hij kende dit soort mensen en hij besloot de pastoor een lesje te leren. Hij vroeg aan de pastoor of hij bij hem kon werken als koster. Dat vond de pastoor goed, want Tijl had zo'n sullig gezicht getrokken dat de pastoor geloofde dat hij te dom was om hem te bedriegen. Tijl had op de eerste dag al het eten uit de kelder van de pastoor gestolen en op Pasen, toen het feest was, deelde Tijl als koster het eten aan de hongerige parochianen in de kerk en buiten begonnen ze ervan te eten. Intussen had de pastoor ontdekt dat Tijl zijn kelder had geplunderd. Hij was woest en hij eiste het eten terug. Tijl antwoordde daarop tegen de pastoor dat hij beter mager en sober kon zijn, dan gulzig en inhalig. De pastoor werd nog kwader, maar durfde niet tegen Tijl in te gaan.

### Tijl Uilenspiegel en de minstreel
Tijl Uilenspiegel loopt door de straten van Antwerpen waar hij in een taverne een minstreel van het hof zijn zangkunsten ziet vertonen. De minstreel is eigenlijk een banneling en mag niet meer in de binnenstad komen. Tijl verzint een list en maakt een masker van eikenhout voor de minstreel. Hij treedt op samen met de minstreel met een zelfgemaakte tamboerijn. De dochter van de koning ziet het optreden en overtuigt haar vader dat de minstreel weer aan het hof mag komen zingen. Na het eerste optreden regent het kwartels en kuikens in het paleis van de koning. De koning ziet dit als een teken van God en raakt zo ontroerd dat hij zelfs zijn dochter met de minstreel laat trouwen. Hij richt een feestmaal aan ter ere van het huwelijk. Tijl stuurt de minstreel weg en maakt een identiek eikenhouten masker, waarna hij zelf met de dochter van de koning trouwt.

### Tijl Uilenspiegel bedriegt de adel
Tijl Uilenspiegel was in Gent en liet daar weten dat hij rond Gent zou vliegen. De adel vond dat mooi om te zien en ze besluiten te gaan kijken. Tijl Uilenspiegel vraagt alvorens aan de rijke adel om goudstukken te geven. De adel betaalde en Tijl Uilenspiegel klom de kerktoren in en voordat hij zou vliegen riep hij aan de adel dat hij dacht dat hij de enige gek van Gent was, maar hij weet nu dat de adel nog gekker is dan hijzelf. Zij gaven een gek die beweert te kunnen vliegen hun geld en komen dan ook nog kijken hoe die gek gaat vliegen. Daarom is de adel nog gekker dan hijzelf. De adel schaamt zich hevig en kwamen tot de ontdekking dat ze inderdaad zot waren om een gek te geloven. Zodoende kreeg Tijl een flinke som geld om zijn vliegkunst te tonen zonder dat hij ooit heeft gevlogen.

### Tijl Uilenspiegel en de glasblazer
Tijl Uilenspiegel gaat naar Poperinge om te werken bij een glasblazer. De glazen van deze glasblazer worden elke zondag opgehaald door de pastoor, waarvoor de glasblazer geen enkele vergoeding krijgt. Tijl besluit dit onrecht aan te vechten door op zondag, tijdens de mis in de Sint-Janskerk de glazen om te wisselen met porseleinen kopjes. Hierna vraagt de pastoor om vergeving voor zijn zonden en geeft Tijl een gulden daalder, waarmee hij een huis koopt. De glasblazer geeft hem uit dankbaarheid een glas met zijn eigen naam erop.

### Tijl Uilenspiegel en de bakker
Tijl Uilenspiegel was op weg naar Brugge en kreeg onderweg ongelooflijke honger. Hij stopte om te eten in Damme, waar een beruchte bakker woonde die de beste broodjes maakte van heel Vlaanderen. Eenmaal bij de bakker aangekomen, bleek de bakker vier beeldschone dochters te hebben, die allemaal dag en nacht in de bakkerij moesten werken voor geen geld. De bakker maakte die broodjes niet eens zelf. Tijl stelde voor ook te komen werken voor de bakker. De gierige bakker ging akkoord en liet Tijl wekenlang zwoegen in ruil voor brood. Op een dag liet Tijl drie van de dochters in bed liggen en ging met één naar de bakkerij. Met haar haalde hij de zakken meel weg en bedekte de andere slapende dochters hiermee. Toen de bakker ontwaakte, kwam hij kijken bij zijn dochters maar zag hij drie spoken liggen. De bakker schrok zo erg hiervan dat hij smeekte om genade.

### Tijl Uilenspiegel en het beeld van Sint-Maarten
Tijl Uilenspiegel kwam in Oudenaarde, waar hij in dienst treedt tot de legercommandant Korjuin die zo'n omvangrijke buik heeft dat Tijl goed besefte dat deze zich volpropt met eten. Korjuin maakte van Tijl zijn huismeester, omdat hij naar het slagveld moet gaan om tegen de geuzen te strijden. Tijl ontdekte dat in de kelder een hoop heerlijke hammen, gebraden speenvarken, lammeren en reigerpasteien staan. Ook staan er een vat bier uit Antwerpen en ook een vat wijn uit Orléans. Hij stal al het eten uit de kelder en verstopte deze in de kerk, waar hij er heerlijk van smikkelde. Een week later komt Korjuin terug en Tijl vertelde hem dat zijn kelder was beroofd door de gemaskerde mannen die hem hadden gedwongen het eten te geven. Tijl geloofde dat het geuzen waren. Korjuin wilde weten waar de geuzen zijn. Tijl vertelde Korjuin dat ze waarschijnlijk in de kerk zitten, omdat ze daar veilig zijn van geweld. In de kerk mag geen geweld worden gepleegd. Korjuin ging naar de kerk en trof daar het eten aan bij het heilige beeld van Sint-Maarten. Hij gelooft dat Sint-Maarten zijn eten heeft gestolen, opgegeten en later weer teruggetoverd heeft. Korjuin werd zo kwaad dat hij met zijn zwaard eerst een arm van het heilige beeld van Sint-Maarten afhakte, en vervolgens een talisman maakte van de vingers. Dat was een zeer zware misdaad, namelijk heiligschennis. Korjuin vreesde voor de inquisitie en Tijl raadde hem aan dat hij voor Sint-Maarten moest spelen, net zo lang totdat zijn soldaten een nieuw beeld hadden gemaakt. Maar Tijl hield niet van verkleden, en doste zich uit als een wilde raaf om alle vogelverschrikkers in het dorp te lijf te gaan. Hierna stond Tijl dan ook bekend als "Koning Vogelverschrikker".

### Tijl Uilenspiegel in Lierderholthuis
Uilenspiegel zou eens in Lierderholthuis zijn geweest, een dorpje dat nu binnen de gemeente Raalte valt. Op een warme dag in augustus liep hij eens door Salland. Tijl zou bij Lierderholthuis onder een brug hebben geslapen en op de plek tot zijn nek in het water hebben gestaan, waar hij wilde schuilen toen het regende. 'Domme boeren, waarom gaan jullie niet als ik schuilen onder de brugge.' In Lierderholthuis stond eens de Uilenspiegelbrug over de Oude Wetering.
Dit verhaal duikt voor het eerst op in 1922 en daarna in enkele sagenboeken. In het gehucht staat op een pleintje een sculptuur van Tijl Uilenspiegel uit 2003, gemaakt door kunstenaar Frank Stoopman. Tijl staat bij een halfrond bankje, dat aan één kant poten mist. Hij moet het daarom vasthouden, wat tot gevolg heeft dat hij er niet in slaagt om zijn zotten- of narrenkap te pakken, die iets verderop ligt. Uilenspiegel wil hulp van de bezoeker aan het dorp en wijst naar zijn narrenkap. Een oud lijkend opschrift op het bankje, dat is bedacht door de kunstenaar, wijst er op dat de omstander zich wel twee keer moet bedenken voor hij de kap, met lange punten en belletjes, aan Uilenspiegel zal geven: 'Ghy moet vooraf wel bedencken, Indien ghy Thyl den sottenkap wil schencken, En dat is bij hem altijd het geval, Hij ook de wereld op sijn kop setten sal.'

## Overige volksverhaalmotieven
- Tijl Uilenspiegel komt langs een hoop walmende paardenpoep. 'Waar rook is, is vuur' denkt Tijl. Hij probeert daarop zijn pijp bij het 'vuur' aan te steken (of kan er zijn koude handen boven warmen).
- Tijl Uilenspiegel huilde als het mooi weer was, want dan zou het vast minder worden. Hij lachte als het slecht weer was, want dan kon het alleen maar beter worden.
- Tijl Uilenspiegel ligt aan de kant van de weg en roept steeds maar weer, hartverscheurend: 'O, wat ben ik...'. Omdat de mensen denken dat hij ziek is, brengen ze Tijl naar bed. Als Tijl in bed ligt, besluit hij 'O, wat ben ik lui!'.
- Kleermakersknecht Tijl Uilenspiegel moet van zijn baas een stel mouwen in een jas 'smijten'. Tijl gaat vervolgens druk aan de slag met het gooien van de mouwen, maar het lukt hem niet de mouwen in de jas te krijgen.
- Er werd eens tijdens een weerbericht gezegd: 'In het midden van het land is het regenachtig, er komen buien.' Toen ging Tijl Uilenspiegel aan de rand van het land zitten, want daar was het droog.

## Bewerkingen

### Film/televisie
- Die Abenteuer des Till Ulenspiegel (fr. Les aventures de Till Espiègle), 1956/57, met: Gérard Philipe, Fernand Ledoux, Nicole Berger, Jean Vilar, Wilhelm Koch-Hooge, Erwin Geschonneck.
- In 1961 liep de Vlaamse tv-serie Tijl Uilenspiegel op de BRT. Met Senne Rouffaer, Anton Peters, Elvire De Prez, Dora van der Groen.
- Uilenspiegel, Nederland, 1973, Reg.: Walter van der Kamp. Met: Wim van der Grijn.
- Till Eulenspiegel, DDR, 1975, Reg.: Rainer Simon. Met: Winfried Glatzeder, Cox Habbema, Franciszek Pieczka.
- Legenda o Tile, Sovjet-Unie, 1976, Reg.: Aleksandr Alov, Vladimir Naumov, Met: Lembit Ulfsak, Natalya Belokhvostikova
- Till Eulenspiegel, Deutschland, 2003, Reg.: Eberhard Junkersdorf

### Literair/muzikaal
- Richard Strauss schreef in 1896 het symfonisch gedicht Till Eulenspiegels lustige Streiche, geïnspireerd op de sage.
- De Nederlandse componist Jan van Gilse componeerde in 1938-1940 de opera Thijl, een dramatische legende, op een libretto van Hendrik Lindt. Series voorstellingen werden in 1980 en 2018 in Nederland gegeven. De symfonische Treurmuziek bij den dood van Uilenspiegel wordt soms als zelfstandig orkestwerk uitgevoerd.
- De Russische componist Maximilian Steinberg componeerde in 1936 een ballet Till Eulenspiegel op de legende.
- De Duitse auteur Daniel Kehlmann schreef de roman Tijl. Uitgeverij Querido publiceerde de Nederlandse vertaling door Josephine Rijnaarts in het najaar van 2017.

### Strip
- Willy Vandersteen maakte twee stripalbums rond Tijl Uilenspiegel, maar voegde er een vleugje van zijn eigen fantasie aan toe. Er wordt ook in de stripreeks Suske en Wiske een paar keer naar Uilenspiegel verwezen. In De stalen bloempot (1950) wandelen Lambik en Wiske langs de haven van Amoras, wanneer Lambik de knappe verwezenlijkingen van Vlamingen in het verleden begint te roemen, waaronder ook Tijl Uilenspiegel. Wiske merkt echter op: "Als je maar niet vergeet dat Lamme Goedzak de makker van Tijl Uilenspiegel was mag je voortpraten, Lambik." In De Krimson-crisis (1988) wordt Tijl Uilenspiegel naar het heden geflitst.
- De stripreeks De Geuzen haalde veel van haar inspiratie uit Tijl Uilenspiegel, een boek waar Willy Vandersteen al eerder een stripreeks rond maakte. Zo kunnen Hannes, Veerle en Tamme gezien worden als Tijl Uilenspiegel, Nele en Lamme Goedzak. Boelkins naam doet ook sterk denken aan Soetkin, de moeder van Tijl.
- Ook in een album uit de stripreeks van Jerom komt Tijl Uilenspiegel voor (De wraak van Tijl).
- Ook H. Kannegieter, J. Eggermont, Bob De Moor, Buth en François Craenhals hebben elk afzonderlijk een stripbewerking rond Uilenspiegel gemaakt.

### Theater/musical
- De opera Thijl van Jan van Gilse werd in 2018 uitgevoerd door het Utrechtsch Studenten Concert.
- Een van de bekendste bewerkingen is de theaterversie die Hugo Claus in 1965 van de Uilenspiegel-sage maakte.
- In 2003 werd door Opus One de musical Tijl Uilenspiegel opgevoerd met Marjolein Teepen en Roberto de Groot, die voor hun acteerprestaties in 2003 beiden een John Kraaijkamp Musical Award wonnen.